# Namea cucurbita
Namea cucurbita is een spinnensoort in de taxonomische indeling van de bruine klapdeurspinnen (Nemesiidae).
Namea cucurbita werd in 1984 beschreven door Raven.